# Adolf Scheffknecht
Adolf Scheffknecht (* 4. Oktober 1914 in Bregenz; † 11. September 1941 in Saosjorsk, Sowjetunion) war ein österreichischer Turner.

## Leben
Adolf Scheffknecht startete bei den Olympischen Sommerspielen 1936 in Berlin an allen Geräten. Sein bestes Resultat erzielte er mit Platz 34 im Wettkampf am Reck. Im Mannschaftsmehrkampf belegte er mit dem österreichischen Team den elften Rang.
Scheffknecht starb 1941 im Zweiten Weltkrieg an der Ostfront.